# Phạm Quang Nghị
Phạm Quang Nghị (sinh ngày 2 tháng 9 năm 1949) là một chính khách Việt Nam. Ông từng là đại biểu Quốc hội Việt Nam khóa XIII nhiệm kì 2011-2016 thuộc đoàn đại biểu Hà Nội, Trưởng đoàn Đại biểu Quốc hội thành phố Hà Nội khóa XIII. Ông nguyên là Ủy viên Bộ Chính trị khóa X, XI, Bí thư Trung ương Đảng, Bí thư Thành ủy Hà Nội khóa XIV, XV, Phụ trách Chỉ đạo Thành ủy TP Hà Nội khóa XVI, Ủy viên Trung ương Đảng khóa VIII, IX, X, XI.
Trước đó, ông từng giữ các cương vị khác như Bí thư Ban Cán sự Đảng Bộ Văn hóa - Thông tin, Bộ trưởng Bộ Văn hóa - Thông tin, Bí thư Tỉnh ủy Hà Nam, Phó Trưởng ban thường trực Ban Văn hóa Tư tưởng Trung ương, Bí thư Đảng ủy Khối các cơ quan Trung ương, Bí thư Đảng ủy Bộ Tư lệnh Thủ đô Hà Nội.

## Xuất thân
Phạm Quang Nghị sinh ngày 2 tháng 9 năm 1949 tại xã Định Tân, huyện Yên Định, Thanh Hóa.
Cha ông là Phạm Quang Lộc, sinh năm 1927 tại huyện Yên Định, tỉnh Thanh Hoá. Phạm Quang Lộc, tham gia hoạt động cách mạng từ trước khởi nghĩa Cách mạng Tháng Tám năm 1945. Phạm Quang Lộc chính thức được kết nạp vào Đảng Cộng sản Việt Nam lúc 21 tuổi. Năm 2018, Phạm Quang Lộc được trao Huy hiệu 70 năm tuổi Đảng Cộng sản Việt Nam.

## Giáo dục
Năm 1967, ông theo học tại Đại học Tổng hợp Hà Nội (nay là Đại học Quốc gia Hà Nội) và năm 1970 hết năm thứ 3 ông nhập ngũ vào Quân đội nhân dân Việt Nam. Sau này ông được chuyển tiếp học tại Trường Nguyễn Ái Quốc.
Trình độ chính trị: Cao cấp lý luận chính trị
Trình độ chuyên môn: Tiến sỹ triết học, Đại học tổng hợp - Khoa Lịch sử

## Sự nghiệp
Hoạt động trong lĩnh vực báo chí, tuyên truyền.
Thời gian phục vụ trong Quân đội ông làm phóng viên chiến trường, là cán bộ nghiên cứu Ban Tuyên huấn Trung ương Cục, cán bộ biên tập Tạp chí "Sinh hoạt văn nghệ" thuộc Tiểu ban Văn nghệ miền Nam.
Sau 30 tháng 4 năm 1975, ông trở về học tập và nghiên cứu tại Chuyên ban Triết học, Trường Nguyễn Ái Quốc 5 (nay là Học viện Báo chí và Tuyên truyền), sau đó công tác tại Ban Tuyên huấn Trung ương. Ông làm nghiên cứu sinh và bảo vệ luận án Tiến sĩ Triết học tại Viện Hàn lâm Khoa học Xã hội Liên Xô.
Từ năm 1985, ông là cán bộ Ban Tư tưởng - Văn hóa Trung ương, đồng thời là Thư ký riêng cho Ủy viên Bộ Chính trị Đào Duy Tùng.

### Bí thư Đảng ủy Khối Các Cơ quan Trung ương
Trong khoảng 10 năm, từ 1988 đến tháng 10.1997, ông trải qua nhiều chức vụ khác nhau từ Phó Giám đốc, Giám đốc Trung tâm Thông tin công tác tư tưởng rồi đến Phó Trưởng ban thường trực Ban Tư tưởng - Văn hóa Trung ương; năm 1994, là Bí thư Đảng ủy cơ quan Ban Tư tưởng - Văn hóa Trung ương, Ủy viên Ban Cán sự Đảng ngoài nước, Bí thư Đảng ủy Khối các cơ quan Trung ương về công tác tư tưởng.
Tham gia công tác chính quyền địa phương.

### Bí thưTỉnh ủy Hà Nam
Tại Đại hội Đại biểu toàn quốc lần thứ VIII của Đảng Cộng sản Việt Nam, ông được bầu vào Ban Chấp hành Trung ương. Tháng 11 năm 1997, ông được điều về làm Bí thư Tỉnh ủy Hà Nam, sau khi tỉnh này được tái lập lại từ tỉnh Hà Nam Ninh.

### Bộ trưởngBộ Văn hóa - Thông tin
Tại Đại hội Đại biểu toàn quốc lần thứ IX của Đảng Cộng sản Việt Nam, ông tái đắc cử vào Ban Chấp hành Trung ương. Tháng 7 năm 2001, ông được bổ nhiệm Bộ trưởng Bộ Văn hóa - Thông tin, kiêm Bí thư Ban Cán sự Đảng Bộ Văn hóa - Thông tin.
Tháng 5 năm 2002, ông được bầu làm đại biểu Quốc hội Việt Nam khoá XI của tỉnh Hà Nam.

### Ủy viênBộ Chính trị,Bí thư Trung ương Đảng
Tại Đại hội đại biểu toàn quốc lần thứ X của Đảng tháng 4 năm 2006, ông tái đắc cử Ủy viên Ban Chấp hành Trung ương, được bầu làm Ủy viên Bộ Chính trị, Bí thư Ban Chấp hành Trung ương Đảng Cộng sản Việt Nam.
Đến Hội nghị lần thứ 3 Ban Chấp hành Trung ương Đảng (24-27/6/2006), ông được cho thôi không tham gia Ban Bí thư Trung ương .

### Bí thưThành ủy Hà Nội
Ngày 28 tháng 6 năm 2006, ông được phân công giữ chức vụ Bí thư Thành ủy thành phố Hà Nội sau khi người tiền nhiệm là Nguyễn Phú Trọng trở thành Chủ tịch Quốc hội nước CHXHCN Việt Nam.
Tháng 7 năm 2008, Bộ Chính trị chỉ định ông làm Bí thư Thành ủy thành phố Hà Nội mở rộng (gồm Thủ đô Hà Nội, toàn bộ tỉnh Hà Tây, huyện Mê Linh, Vĩnh Phúc và 4 xã của huyện Lương Sơn, Hòa Bình).
Ngày ngày 25 tháng 10 năm 2010, tại Đại hội đại biểu lần thứ XV Đảng bộ thành phố Hà Nội, ông tiếp tục được bầu làm Bí thư Thành ủy thành phố Hà Nội.
Tại Đại hội lần thứ XI nhiệm kỳ 2011-2015 của Đảng Cộng sản Việt Nam diễn ra từ ngày 12 đến 19 tháng 1 năm 2011 tại Hà Nội, ông tiếp tục tái đắc cử vào Ban chấp hành Trung ương và được bầu vào Bộ Chính trị.
Ngày 22 tháng 5 năm 2011, ông được bầu làm Đại biểu Quốc hội Việt Nam khóa 13, thuộc đoàn Đại biểu Quốc hội Hà Nội, Trưởng đoàn Đại biểu quốc hội thành phố Hà Nội khóa XIII

### Phụ trách Chỉ đạoThành ủy Hà Nội
Ngày 2 tháng 11 năm 2015, sau khi Ban Thường vụ Thành ủy Hà Nội khóa XVI được bầu, ban Tuyên giáo Thành ủy Hà Nội cho biết, ông Phạm Quang Nghị - Ủy viên Bộ Chính trị tiếp tục Phụ trách Chỉ Đạo Đảng bộ thành phố Hà Nội, nhưng việc điều hành Đảng bộ thành phố Hà Nội được tập thể thường trực gồm 4 Phó Bí thư Thành ủy, ủy nhiệm cho bà Ngô Thị Thanh Hằng - Phó Bí thư Thường trực Thành ủy Hà Nội.
Tại Đại hội Đảng Cộng sản Việt Nam XII (2016), ông nghỉ hưu theo chế độ.

## Gia đình
Con trai của ông là Phạm Quang Thanh. Hiện là Thành ủy viên, Bí thư Đảng đoàn, Chủ tịch Liên đoàn Lao động Thành phố Hà Nội. Nguyên là Ủy viên ủy ban Kinh Tế Của Quốc hội Khóa XIV, Bí thư Huyện ủy, Chủ tịch Hội đồng nhân dân huyện Sóc Sơn - Hà Nội, Phó Bí thư Đảng ủy, Tổng Giám đốc Tổng công ty Du lịch Hà nội, đại biểu Quốc hội khóa 14 .
Em trai : Phạm Quang Hiệu (1975), Thứ trưởng Bộ Ngoại Giao

## Dư luận
Trong trận lụt kỷ lục ở miến Bắc 2008, ngày 2 tháng 11 năm 2008, khi trả lời phỏng vấn qua điện thoại của phóng viên Vietnamnet về tình hình chống lũ, ông Nghị nói: "Tôi thấy nhân dân ta bây giờ so với ngày xưa ỷ lại Nhà nước lắm. Cứ chờ trên về, chờ cung cấp cái này, hỗ trợ cái kia chứ không đem hết sức ra tự làm..." . Câu nói này đã gây nhiều dư luận mà theo ông Nghị thừa nhận "gây nên sự bức xúc và bị phê phán" . Do đó, 3 ngày sau, ông đã đưa ra lời xin lỗi: "Tôi thực sự lấy làm tiếc và muốn chân thành xin lỗi bạn đọc, xin lỗi mọi người" .